# Fahrsport

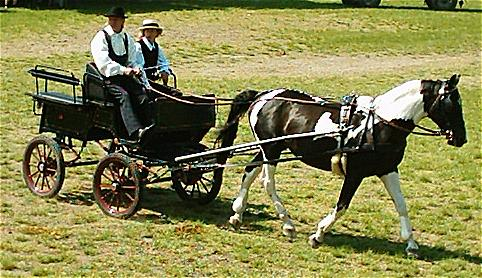
Fahrsport: Dressurfahren mit Einspänner, Brustblatt-Geschirr

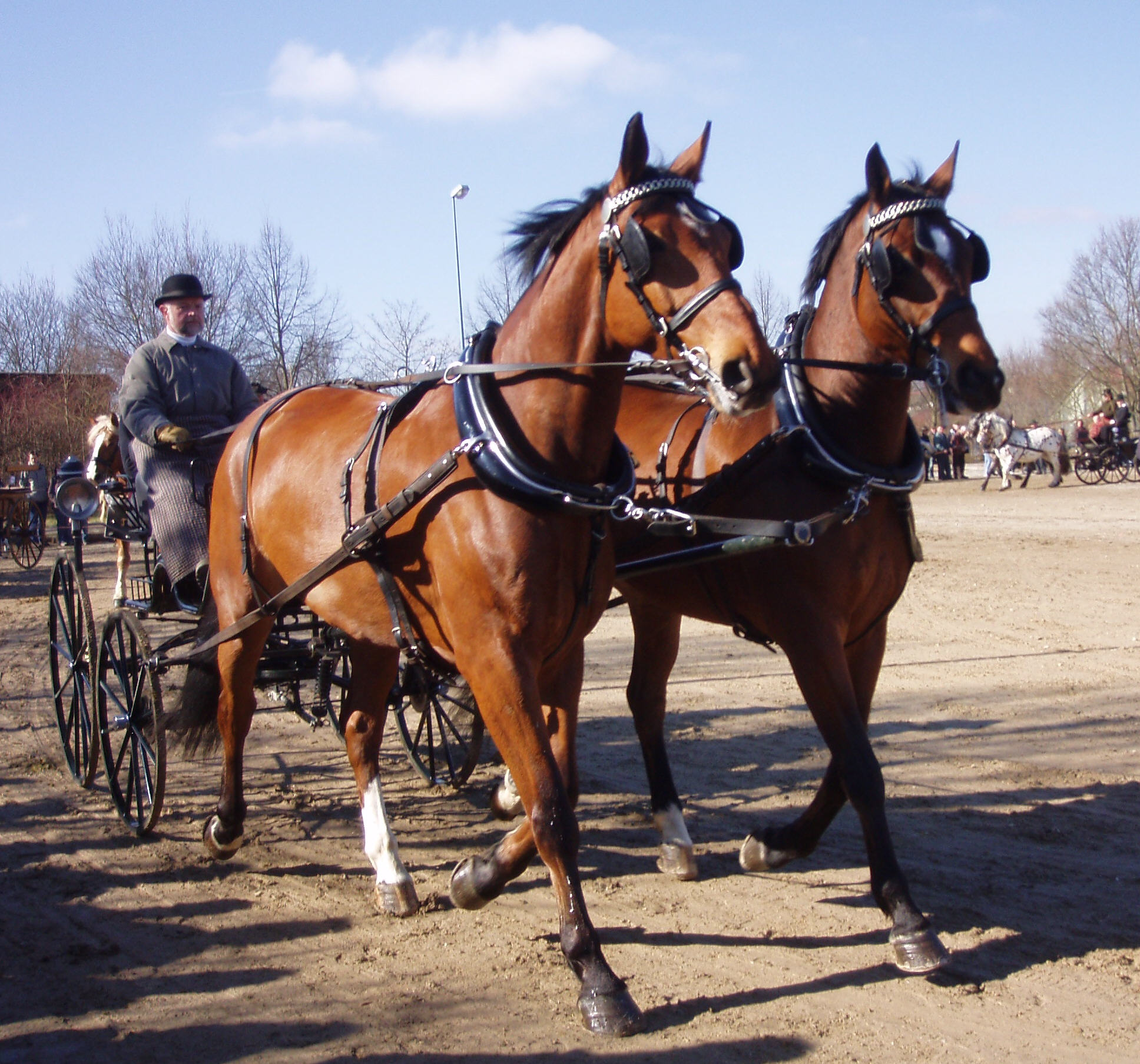
Zweispänner mit Kumt-Geschirr

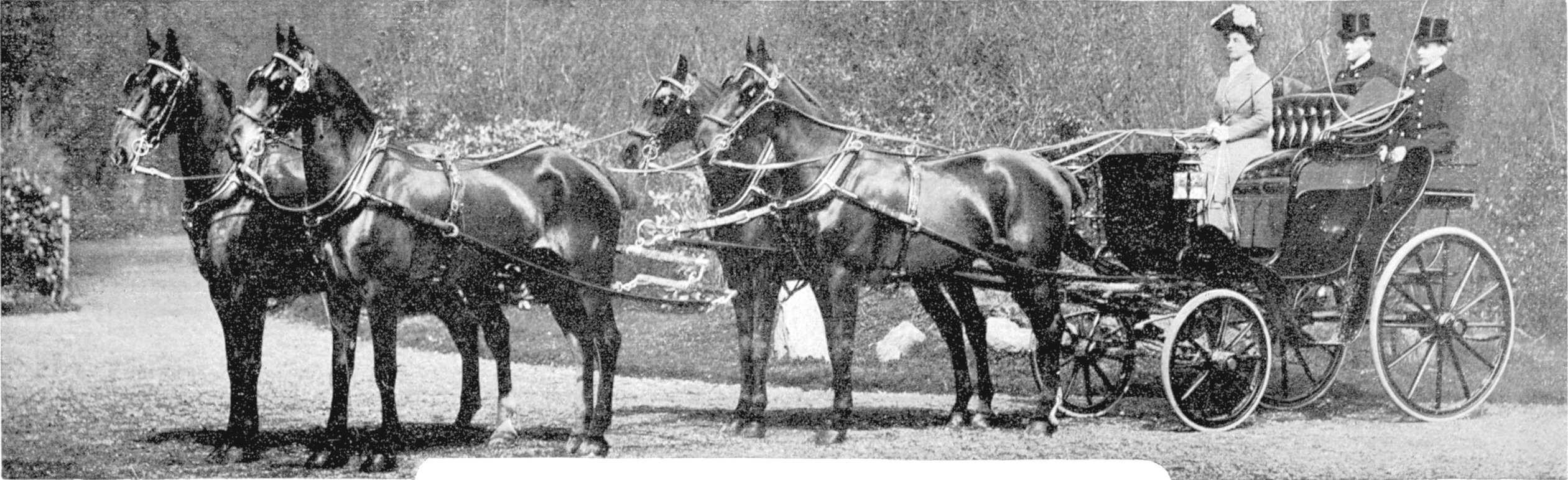
Viererzug von 1905

Fahrsport ist eine Form des Pferdesports und bezeichnet im weitesten Sinne das Fahren mit Kutschen und Wagen. 

## Turniersport
Pionier des Fahrsports war Benno von Achenbach. Noch heute ist bei allen deutschen Turnieren unter dem Dachverband der FN das Achenbach-Fahrsystem üblich, andere anerkannte Fahrsysteme wie etwa ungarische Anspannung werden toleriert. Das „Nichtfahren nach Achenbach“ führt gemäß LPO (Leistungs-Prüfungs-Ordnung) zu einem geringen Punktabzug (0,5 Punkte). Bei allen FEI und FN-Turnieren ist der Aufsatzzügel verboten.
Auf Fahrturnieren wird im Allgemeinen ein-, zwei- oder vierspännig gefahren. Die meisten Turniere bestehen aus Prüfungen in den Disziplinen Dressur, Geländefahren und Hindernisfahren. Diese können einzeln gewertet werden, es gibt jedoch auch kombinierte Prüfungen, bei denen das Gespann mit den besten Resultaten in allen drei Teilprüfungen siegt. Es gibt aber auch das Traditionsgespannfahren, bei dem es insbesondere auf stilecht präsentierte Gespanne ankommt.
Die Deutsche Reiterliche Vereinigung (FN) ist der deutsche Dachverband der meisten Pferdesportarten, so auch des Fahrsports. Die FEI ist der internationale Dachverband hierzu. Internationale Turniere, die nach den in den General Regulations der FEI festgelegten Regeln ausgerichtet werden, tragen die Bezeichnung Concours d’Attelage International (CAI).
Die Weltmeisterschaften werden im Fahrsport, nach Ein-, Zwei- und Vierspännern getrennt, alle zwei Jahre ausgetragen. Die Weltmeisterschaften der Vierspänner finden dabei alle vier Jahre (also jede zweite Weltmeisterschaft der Vierspänner) im Rahmen der Weltreiterspiele oder der FEI Weltmeisterschaften statt.
Neben den Weltmeisterschaften stellt der Weltcup den wichtigsten Wettbewerb für Vierspännerfahrer dar. 

### Dressurfahren
Hier wird auf einem Fahrviereck eine vorgeschriebene Dressuraufgabe absolviert. Die Dressuraufgabe besteht wie beim Reiten vorwiegend aus bestimmten Hufschlagfiguren, die in den vorgegebenen Gangarten (Schritt, Trab, selten auch Galopp) und im verlangten Gangmaß (z. B. Arbeitstrab, starker Trab) zu absolvieren sind. Im Vordergrund stehen Gymnastizierung und Ausbildungsstand der Pferde. Bei der Beurteilung durch die Richter wird außerdem auch Wert auf stilechte Kleidung, Kutschen traditioneller Bauweise und Ausrüstung (Peitsche, Kutschenlampen, u. v. m.) sowie dazu passende Pferde (siehe auch Equipage) gelegt. Die Dressur wird mit Wertnoten zwischen 0 und 10 mit Zehntelwerten bewertet. Viele Veranstalter verlangen das Erreichen einer Wertnote von mindestens 5,0, um die folgende Gelände- oder Hindernisprüfung fahren zu dürfen.

### Hindernisfahren

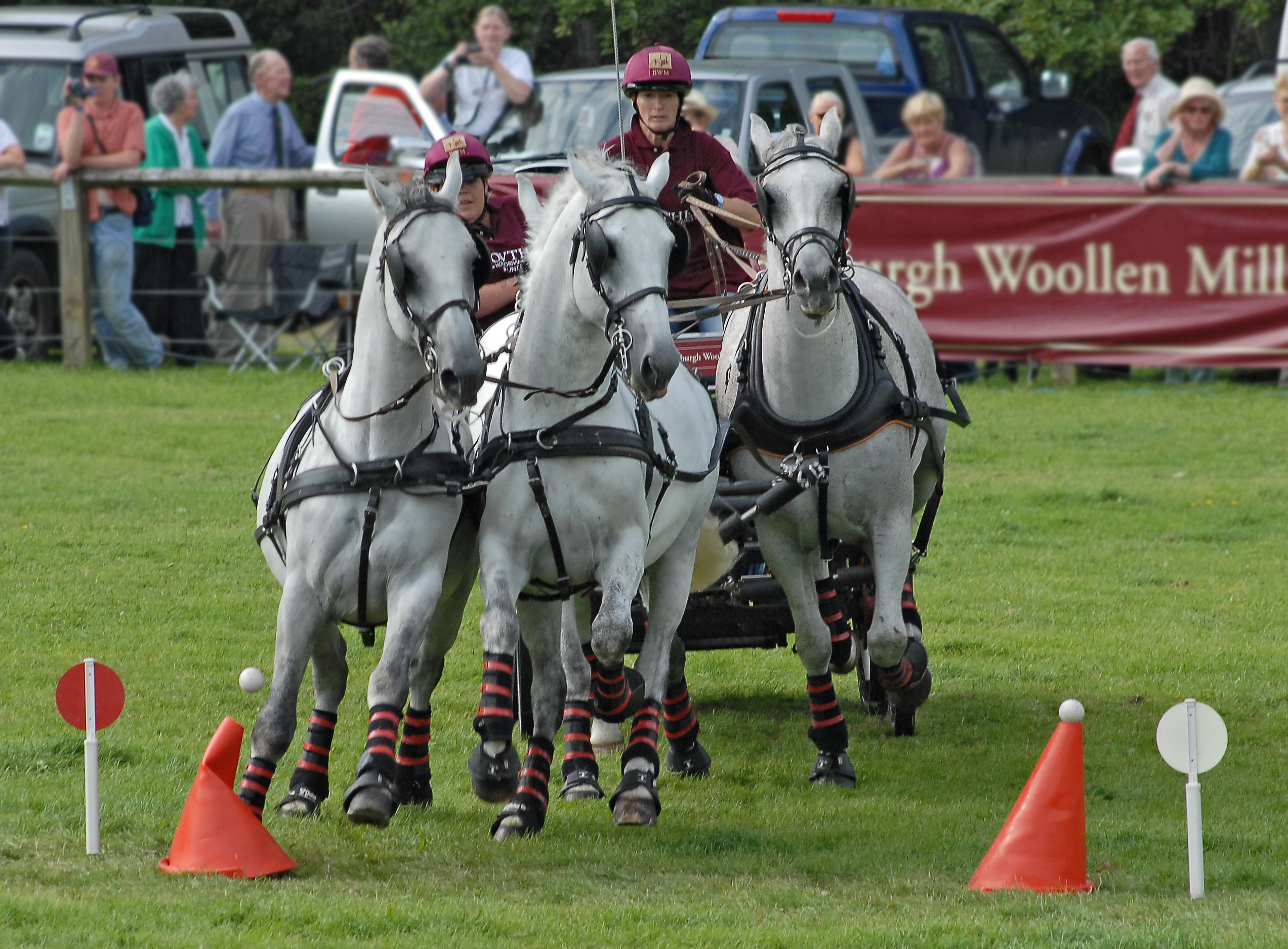
Ein Ball fällt beim Kegelfahren

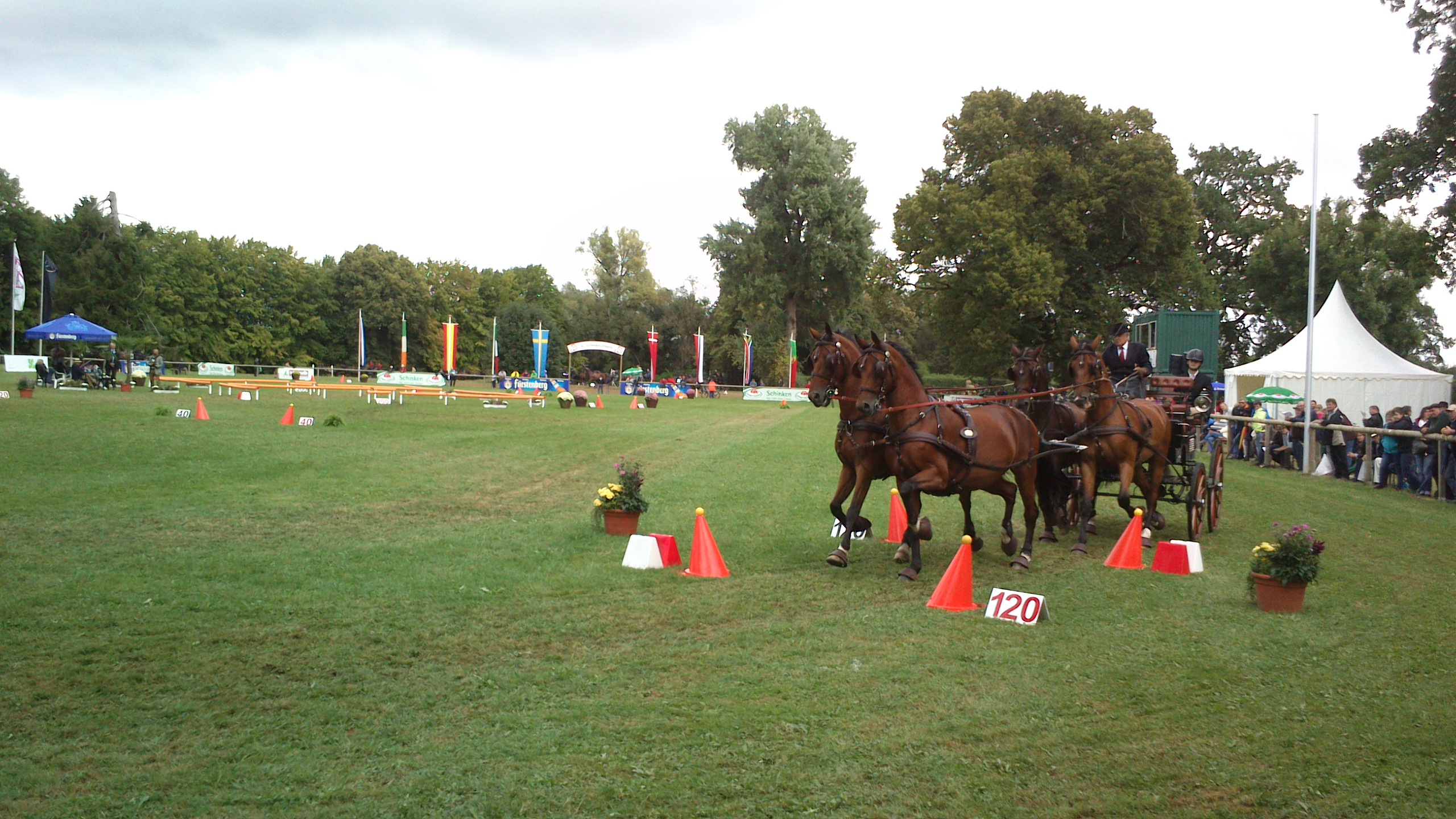
Jagd nach Punkten, das Hindernis mit 120 Punkten ist schwieriger als das Kegelpaar mit 40 Punkten, im Hintergrund ist ein zeitraubendes Labyrinth aufgebaut, das am meisten Punkte wert ist

Das Hindernisfahren wird auch Kegelfahren genannt. Dabei kommt es auf Schnelligkeit, Geschicklichkeit, Gehorsam und Durchlässigkeit der Pferde an. Auf einem Parcours sind je nach Schwierigkeitsgrad der Prüfung bis zu 20 Kegelpaare aufgestellt, deren Abstand etwa 20–50 cm weiter ist als die Wagenspur. Die Kegelpaare sind innerhalb einer festgelegten Strecke möglichst schnell zu durchfahren, ohne einen Kegel umzuwerfen oder einen Ball, der auf den Kegeln liegt, abzuwerfen. Die Kegeltore sind mit einer roten Zahl auf der rechten Seite und einer weißen Zahl auf der linken Seite durchnummeriert. Wer ein Tor auslässt oder von der falschen Seite fährt, ist disqualifiziert.
Zur Bewertung gibt es mehrere verschiedene Richtverfahren. So z. B. das Richtverfahren nach Strafpunkten und Zeit. Es wird also erst nach Fehlern und erst danach nach Zeit gewertet, es siegt das Gespann mit den wenigsten Strafpunkten und bei Gleichstand das mit der schnellsten Zeit. Für jedes abgeworfene Teil werden hier drei Strafpunkte berechnet. Bei einem anderen weit verbreiteten Richtverfahren werden pro abgeworfenem Teil fünf Strafsekunden zur Zeit dazugezählt, es siegt der Zeitschnellste.
Bei dem Richtverfahren „Jagd nach Punkten“ sind die verschiedenen Hindernisse des Parcours unterschiedlich viel Punkte wert. Ziel ist es, in einer bestimmten Zeit möglichst viele Punkte zu sammeln. Die Punktezahl jedes Hindernisses ist auf einer Tafel bei dem rechten Kegel angegeben. Jedes Hindernis darf höchstens zweimal durchfahren werden, dabei ist die Richtung gleichgültig. Ein Hindernis, das innerhalb der erlaubten Zeit begonnen wurde, darf noch beendet werden, anschließend muss die Ziellinie auf direktem Weg überfahren werden. Eine mögliche Strategie ist es, das schwierigste Hindernis mit der höchsten Punktzahl zum Schluss in Angriff zu nehmen, da für dieses Hindernis auch am meisten Zeit nötig ist.

### Geländefahren
Inoffiziell auch „Marathon“ genannt. Hier müssen natürliche und künstliche Geländehindernisse, wie zum Beispiel Brücken, kleine Bachläufe oder enge und kurvenreiche Wege überwunden werden. Gefahren wird eine in 3–5 Teilstrecken getrennte Strecke, meist etwa 15–18 km. In den Teilstrecken sind bestimmte Gangarten und Zeiten (Mindest- und Höchstzeiten) einzuhalten. Der letzte Streckenabschnitt hat zwischen fünf und acht Hindernisse, die möglichst schnell zu durchfahren sind. Häufig sind auch Geländehindernisse wie etwa Wasserdurchfahrten zu meistern. Im Hindernisparcours darf galoppiert werden. Gefahren wird in Sportkleidung und meist mit Marathonwagen. Der Beifahrer (Groom) stabilisiert in schnellen Kurven die Kutsche durch Gewichtsverlagerung und sagt dem Fahrer häufig laut rufend die Linienführung beziehungsweise den Weg durch die Hindernisse an.

### Kombinierte Wertung
Die kombinierte Wertung besteht aus drei Teilprüfungen und ergibt sich aus den Resultaten der Dressurprüfung, Geländeprüfung und des Hindernisfahrens.

### Fahrderby
Das Deutsche Fahrderby wurde erstmals 1950, parallel zum Deutschen Springderby in Hamburg, ausgetragen. 
2013 wurde die neue Teilprüfung die „Jagd um Punkte“ eingeführt. Hierbei wählt jeder Fahrer frei seinen Weg durch den Hindernisparcours. Somit besteht das Derby aus folgenden Prüfungen:
1. Dressurprüfung für Vierspänner
2. Jagd um Punkte für Vierspänner
3. Geländefahrt für Vierspänner („Marathonfahrt“)
4. Hindernisfahrt für Vierspänner („Kegelfahren“)

### Traditionsgespannfahren

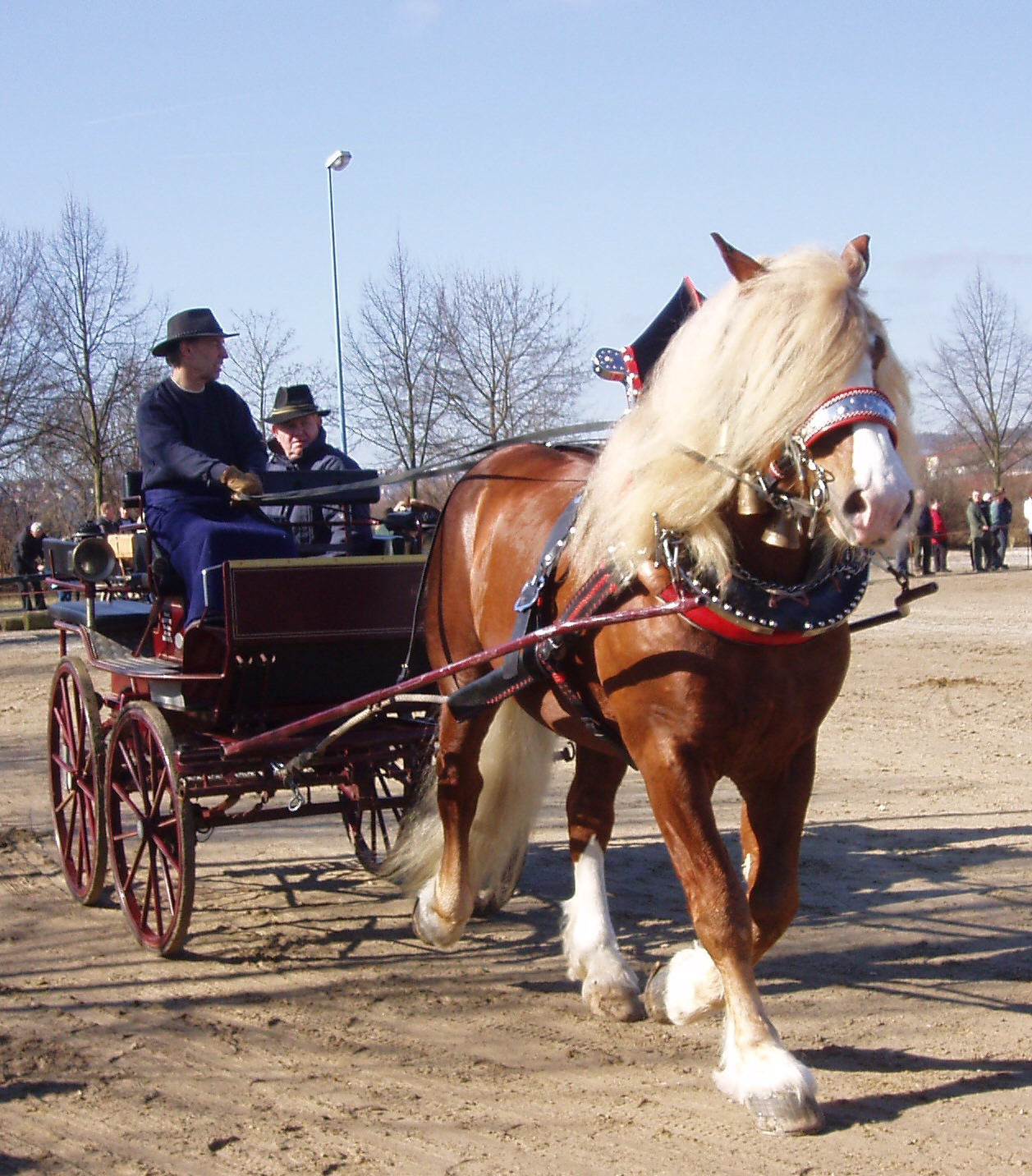
Einspänner (Schwarzwälder Kaltblut) mit Arbeitsgeschirr

Auch bekannt als Traditionsfahren. Bei diesem geselligen Fahrsport werden historische Gespanne und entsprechend herausgebrachte Tiere den Fachleuten und dem Publikum präsentiert. Es folgt ein Hindernis-Parkours mit verschiedensten Aufgaben, und Krönung ist eine Spazierfahrt vom Gutshof aus durch Wald und Feld. Die Fahrer kleiden sich ebenso in edlen dem Baujahr ihres Gespanns entsprechenden Kostümen und rüsten sich möglichst authentisch aus. Ziel ist es, die historischen Wagen zu erhalten, ihnen neues Leben einzuhauchen, die Jugend zu fördern, um mit nachfolgenden Generationen die Tradition des historischen Fahrens zu pflegen.

## Orientierungsfahren

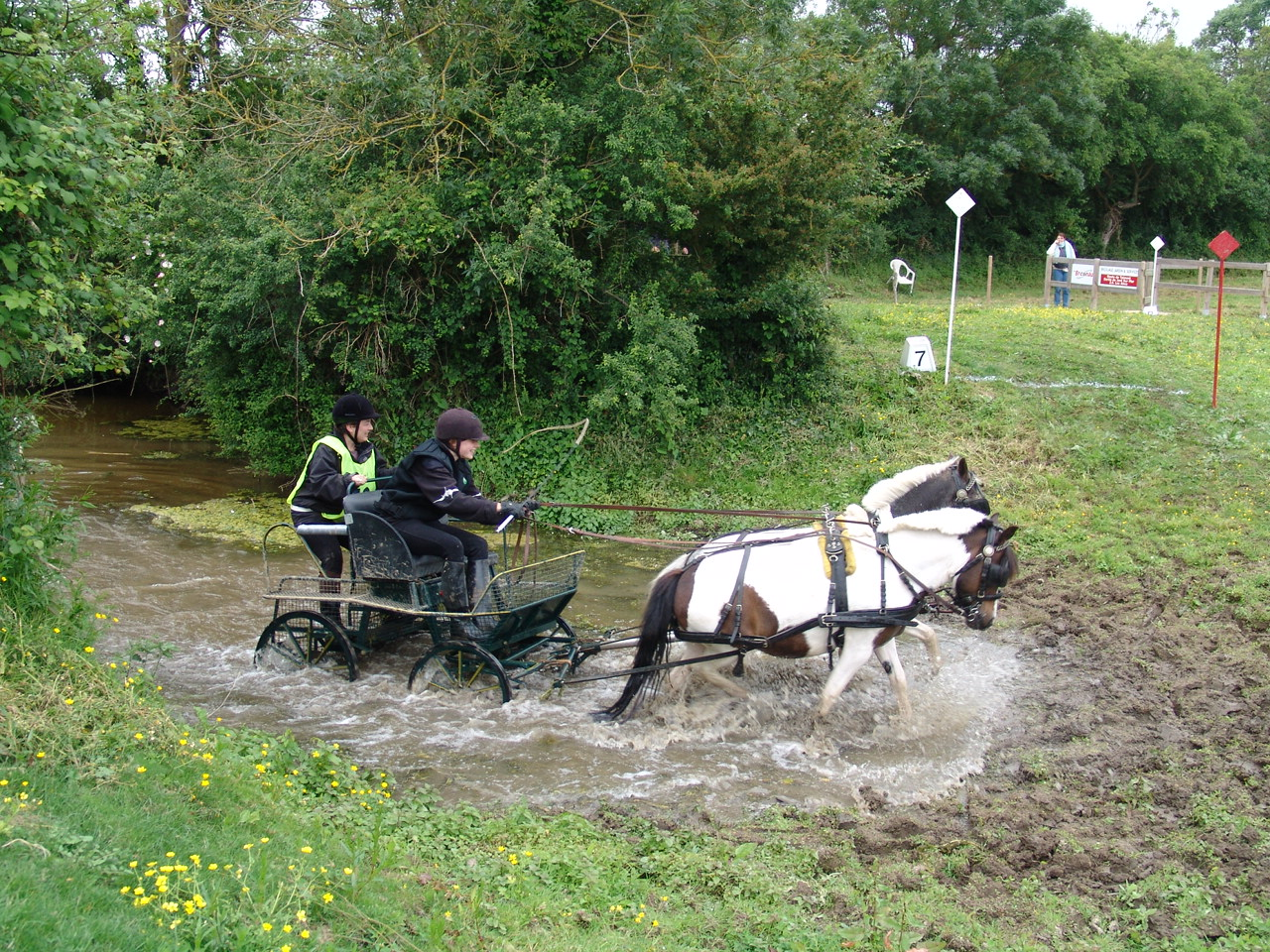
Trec Attelé: Pony-Zweispänner am Wassergraben

Das Orientierungsfahren oder Trec Attelé ist eine in Frankreich entstandene Fahrsportdisziplin. Dabei werden Fahrer, die Mitfahrer und die Pferde in typischen Geländesituationen geprüft. Zum Orientierungsfahren gehören zwei Teilprüfungen: eine Orientierungsfahrt mit Tempovorgaben (POR) und eine Geländefahrt (PTV) mit Hindernissen.
Alle drei Teilprüfungen werden innerhalb von zwei Tagen auf dem gleichen Pferd absolviert. 

## Skijöring und Skikjöring
Als Einstieg in den Fahrsport dient häufig das im Freizeitbereich beliebte Skijöring oder „Schlitteljöring“, bei dem ein Reiter das Pferd lenkt und ein Skifahrer oder Schlittenfahrer sich ähnlich wie ein Wasserskifahrer an einem Zugseil festhält.

## Wanderfahren
Beim Wanderfahren werden mit Pferd und Wagen längere Strecken gefahren, teilweise auch über mehrere Tage. Dazu bieten Fahrverbände, beispielsweise von der Bayerischen Fahrervereinigung, entsprechende Informationen an.

## Verwandte Themen
- Die Leinen dienen der Steuerung der Pferde, entsprechend den Zügeln beim Reiten.
- Am Geschirr werden die Zugpferde eingespannt.